# بخش زاگرس
بخش زاگرس، یکی از بخش‌های شهرستان چرداول در استان ایلام ایران است. مرکز این بخش، شهر بلاوه است.

## تقسیمات کشوری
- بخش زاگرس
  - دهستان بیجنوند
  - دهستان قلعه

شهر: بلاوه

## جمعیت
بر پایه سرشماری عمومی نفوس و مسکن در سال ۱۳۹۵، جمعیت بخش زاگرس برابر با ۶٬۳۹۵ نفر بوده‌است.